# METAMORPHOSIS
『METAMORPHOSIS』（メタモルフォーシス）は、DEAD END通算5枚目のアルバム。2009年11月11日発売。

## 解説
再結成後初のアルバム。スタジオアルバムとしては『ZERO』以来20年ぶりのリリース。オリコンでの順位も過去最高を記録した。
アルバムの収録曲のタイトルに漢字やカタカナが使用されたのは本作が初めて（曲としては「GOOD MORNING SATELLITE」のc/w曲「原始のかけら」が初）。
本作がリリースされた同日には、過去のスタジオ作品がボーナストラックを加えて再発された。

## 批評
『CDジャーナル』では「彼ららしいミステリアスな雰囲気を残しながらも、ヘヴィでダークでストレートなロックを展開。MORRIEの書く詞の世界やYOUのギター・ワークなど相変わらず魅力にあふれている。」と批評した。

## 収録曲
1. 摩天楼ゲーム　（5:15）
2. Dress Burning　（4:14）
3. テレパシー　（5:51）
4. Devil Sleep　（3:22）
5. 神猿　（4:46）
6. 擬似ヴィーナス　（2:20）
DEAD END史上最も演奏時間の短い曲。
7. Princess　（5:57）
8. Guillotine　（5:29）
9. Kill Me Baby　（5:01）
10. 冥合　（9:43）
DEAD END史上最も演奏時間の長い曲。